# Bismarckpalme
Die Bismarckpalme (Bismarckia nobilis) ist die einzige Art der Pflanzengattung Bismarckia innerhalb der Familie Palmengewächse (Arecaceae). Sie gedeiht in den Savannen Madagaskars und ist eine große, solitäre Fächerpalme. Benannt wurde sie nach dem deutschen Reichskanzler Otto von Bismarck (1815–1898).

## Beschreibung

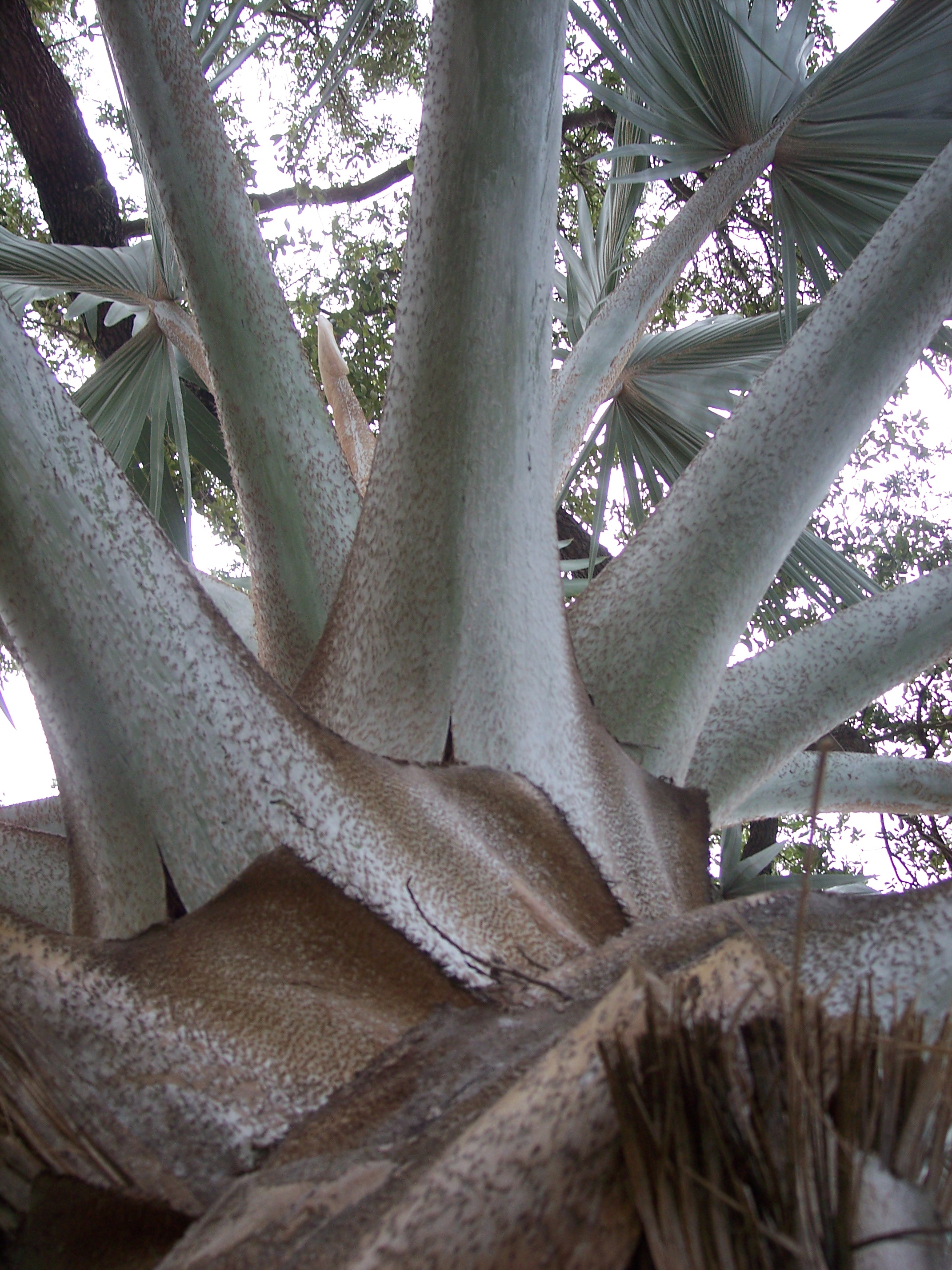
Blattbasen und -stiele mit den charakteristischen rötlichen Schuppen

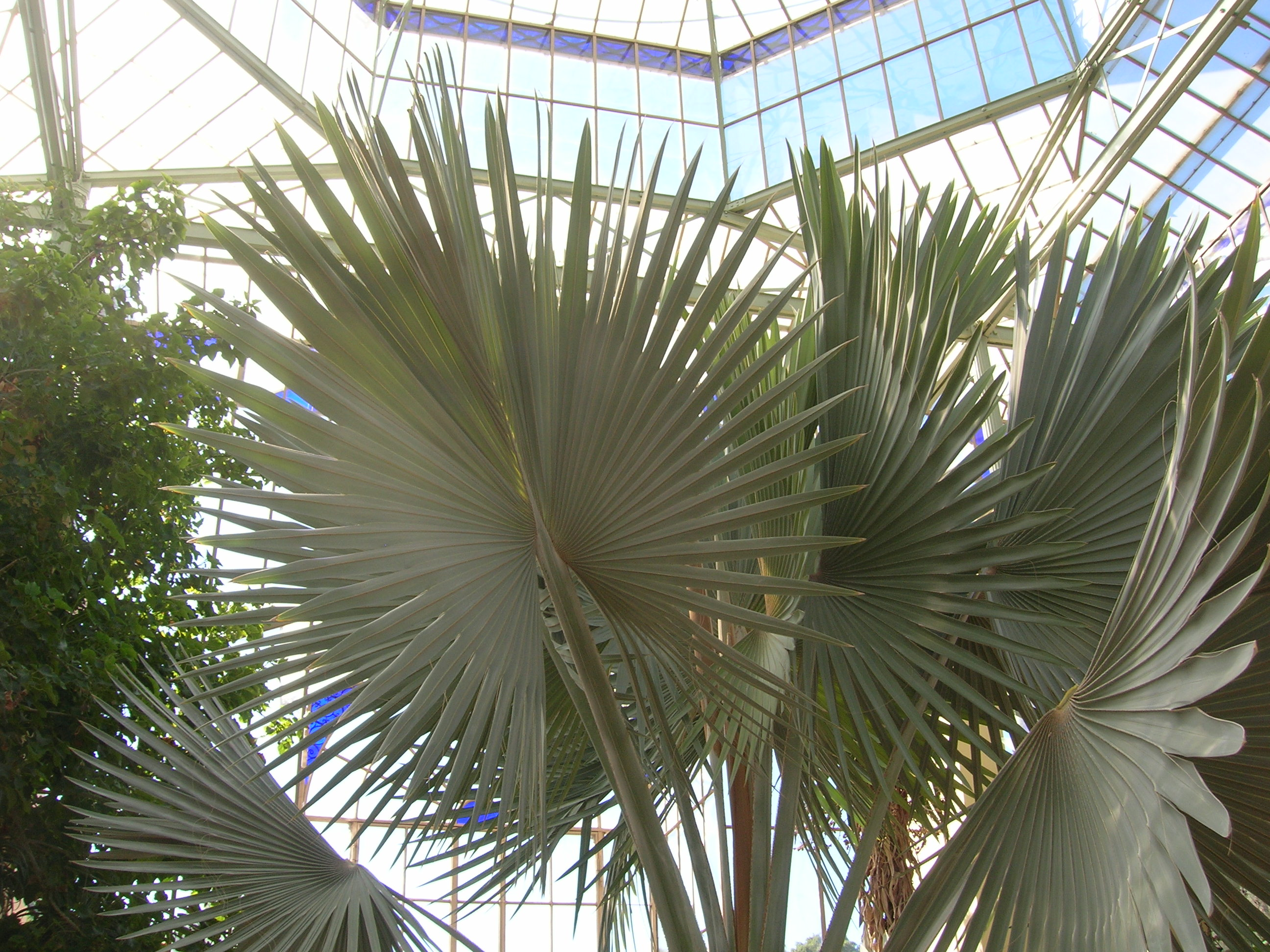
Blätter

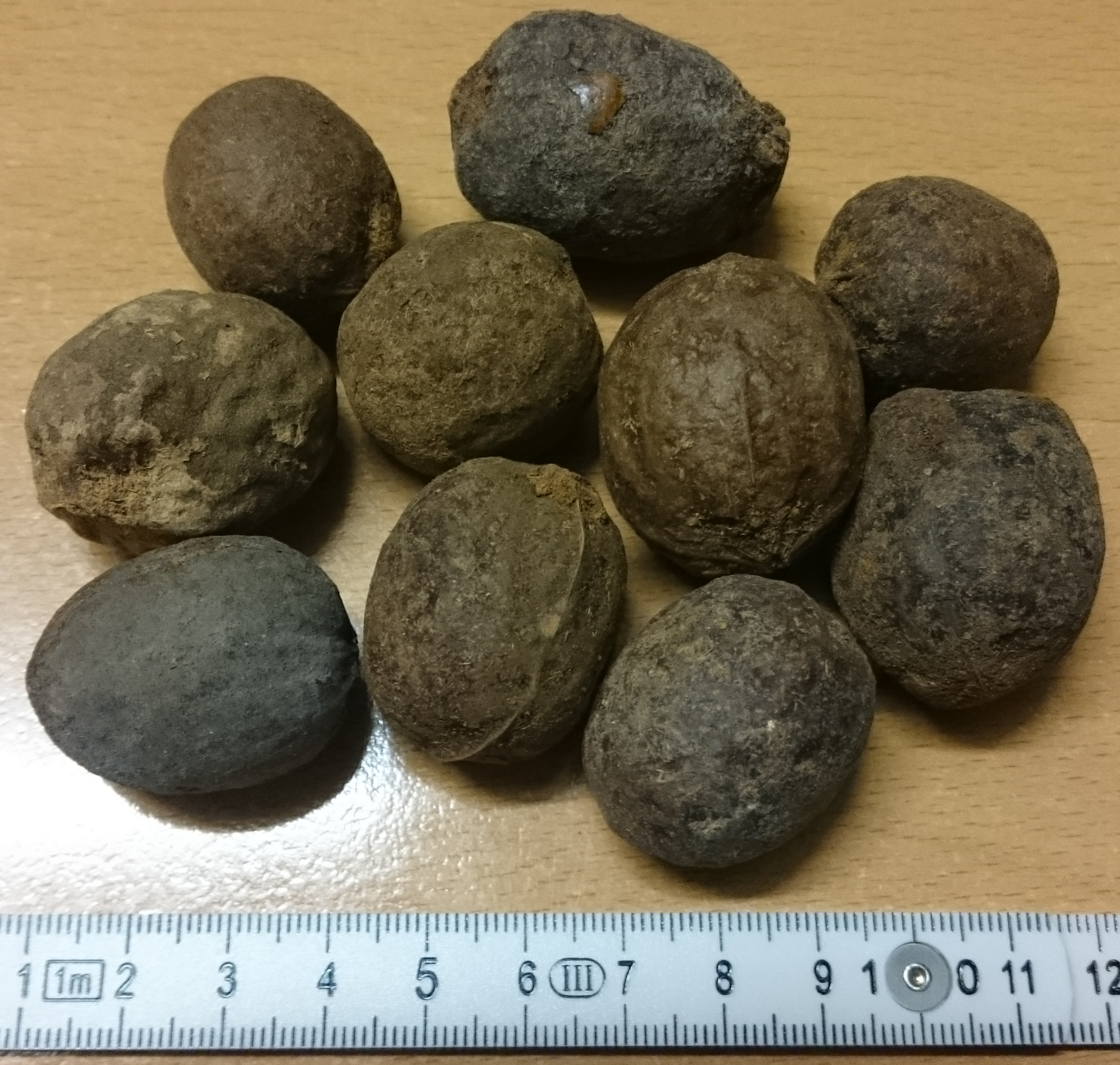
Samen

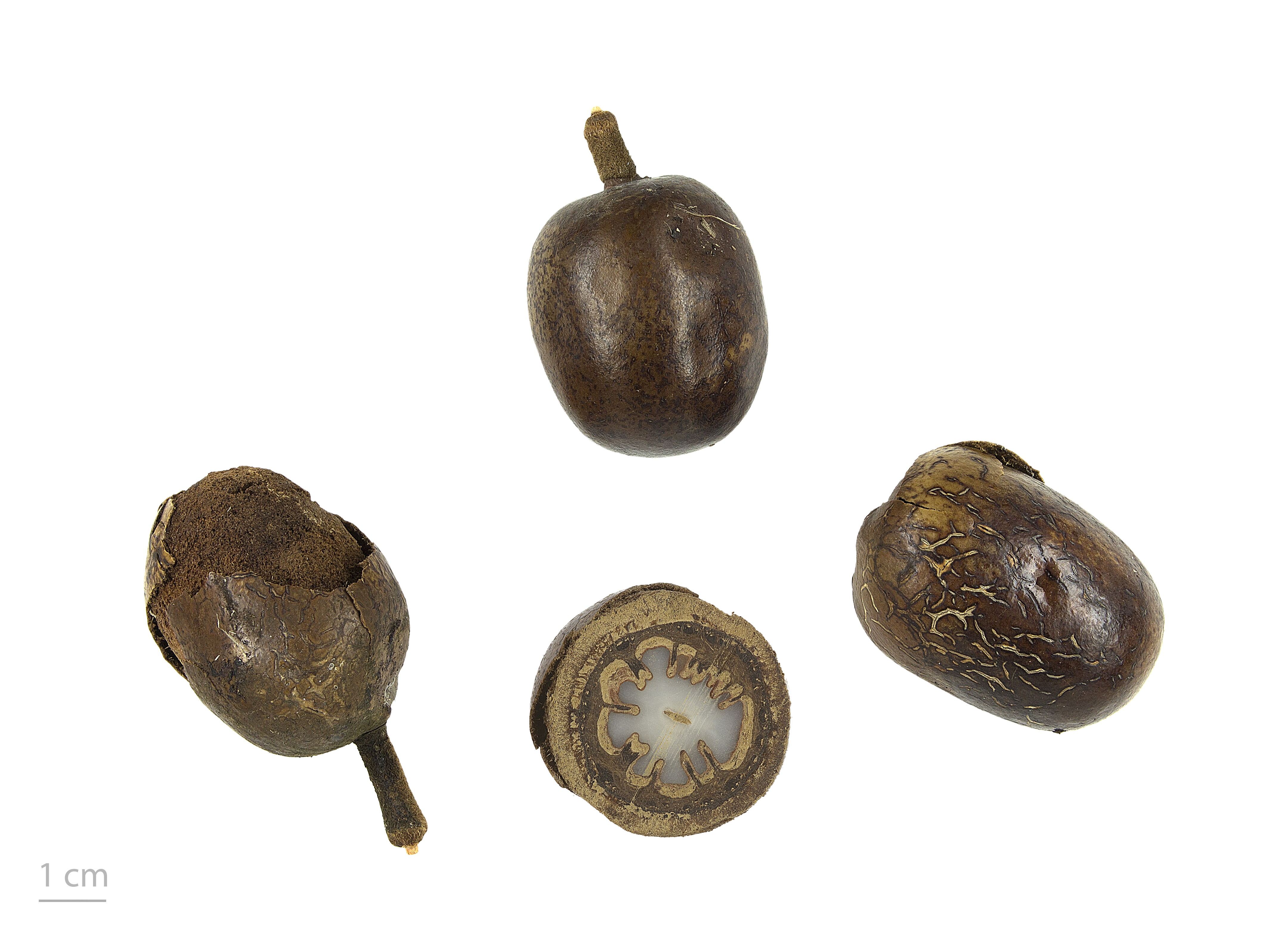
Samen, geschnitten

### Erscheinungsbild
Die Bismarckpalme ist eine große, baumförmige, solitäre, unbewehrte Fächerpalme. Der Stamm ist aufrecht und mit unregelmäßigen Ringen der dicht sitzenden Blattnarben bedeckt. Der untere Teil des Stammes ist erweitert. 

### Blätter
Die Blätter sind induplicat gefaltet und costapalmat, sowie bei jungen Individuen nach dem Absterben an der Pflanze verbleibend (Marzeszenz). Bei älteren Exemplaren mit ausgebildetem Stamm fallen die Blätter unter ihrem eigenen Gewicht ab. Die Blattscheide ist an der Basis seitlich gefurcht und hat unter dem Blattstiel eine auffällige dreieckige Spalte. Der Blattstiel ist kräftig, an der Oberseite nahe der Basis gefurcht, distal eher flach; abaxial ist er gerundet. Die Oberflächen des Blattstiels sind dicht mit weißem Wachs bedeckt sowie mit Flecken von rötlichen, abfallenden Schuppen. Die Ränder des Blattstiels sind glatt. Die adaxiale Hastula ist häufig sehr groß, die abaxiale Hastula fehlt. 
Die Blattspreite ist zu etwa einem Viertel bis einem Drittel der Länge entlang der adaxialen Falten geteilt, es entstehen derart regelmäßige, steife, einfach gefaltete Segmente. Diese sind kurz bifid (zweiteilig), die Filamente zwischen den Falten sind auffallend. Die Oberflächen sind leicht gestreift und dicht mit Wachs bedeckt. Entlang der Falten sitzen Schuppen.

### Blütenstände
Die Bismarckpalme ist zweihäusig getrenntgeschlechtig (diözisch) und mehrmals blühend.
Die Blütenstände stehen einzeln zwischen den Blättern (interfoliar). Sie sind kürzer als die Blätter, männliche und weibliche Blütenstände sind ähnlich. Der Blütenstandsstiel ist im Querschnitt rundlich. Das Vorblatt ist kurz, zweikielig und in der Scheide des Tragblattes verborgen. Es gibt mehrere Hochblätter am Blütenstandsstiel, diese sind röhrig, eher locker anliegend, und haben eine breite, dreieckige, gespaltene Verlängerung. Ihre Oberfläche ist mit Schuppen und Wachs besetzt. Die Blütenstandsachse ist länger als der Blütenstandsstiel. Ihre Hochblätter ähneln denen des Stiels, werden zum Ende hin immer kleiner. Die Seitenachsen erster Ordnung sind im Querschnitt halbmondförmig und länger als ihre Tragblätter. Sie haben kein Vorblatt und verzweigen sich an der Spitze in eine Gruppe von drei bis sieben auseinanderstehenden, kätzchenartigen Rachillae (blütentragenden Achsen). Manchmal gibt es auch nur eine Rachilla. 
An den männlichen Blütenständen sind die Rachillae zahlreicher als bei den weiblichen. Die Rachillae sind leicht gebogen und tragen eine enge Spirale von rundlichen, dicht behaarten, gestreiften Brakteen. Diese sind seitlich miteinander verwachsen und teilweise mit der Achse verbunden, sodass Gruben entstehen, die dicht mit Haaren gefüllt sind. Die weiblichen Rachillae sind meist massiver als die männlichen. Jede der Brakteen trägt in der Achsel eine einzelne Blüte.

### Blüten
Die eingeschlechtigen Blüten sind dreizählig.
Die männlichen Blüten stehen in Wickeln zu drei Blüten, sind von Haaren umschlossen. Es erscheint jeweils eine Blüte pro Zeitspanne; jede besitzt ein häutiges Tragblatt. Der Kelch ist röhrig, häutig, mit drei kurzen, eher unregelmäßigen Zipfeln. Die Krone hat eine stielähnliche Basis etwa von der Länge der Kelchzipfel, die Basis trägt an der Spitze drei ovale, kapuzenartige, valvate Zipfel. Die sechs Staubblätter stehen an der Basis der Kronzipfel, die Filamente sind lang, an der Basis kurz verbunden, allmählich verschmälert. Die Antheren sind medifix, biegsam und latrors. Das Stempelrudiment ist kurz und konisch. Der Pollen ist ellipsoidisch und bisymmetrisch. Die Keimöffnung ist ein distaler Sulcus.
Die weiblichen Blüten stehen einzeln an einem kurzen behaarten Stiel, der zur Fruchtreife stark verlängert ist. Die drei Kelchblätter sind dreieckig, an der Basis kurz verwachsen. Die drei Kronblätter sind kleiner als die Kelchblätter, dreieckig und an der Basis kurz verwachsen. Die Staminodien sind mit ihren abgeflachten, dreieckigen Filamenten verwachsen und bilden einen Ring mit drei Zähnen, an dessen Spitzen flache, leere, sagittate Antheren stehen. Das Gynoeceum besteht aus drei Fruchtblättern und ist rundlich. An der Spitze stehen drei niedrige, etwas zurückgebogene Narben. Es sind Septalnektarien vorhanden. Die Samenanlage ist orthotrop mit zwei seitlichen Körpern.

### Früchte und Samen
Die Frucht entwickelt sich meist aus nur einem Fruchtblatt. Sie ist ellipsoidisch, eiförmig oder rundlich. Die Narbenreste und die abortiven Fruchtblätter stehen basal. Die beiden abortiven Fruchtblätter vergrößern sich häufig und bilden zwei Schwellungen. Das Exokarp ist glatt, glänzend, braun mit helleren Flecken. Das Mesokarp ist faserig, etwas aromatisch, das Endokarp ist dick, mit unregelmäßigen Flanken und Gruben und mit einer zentralen Einstülpung an der Basis. Der Samen sitzt basal, das Endosperm ist homogen, aber gefurcht, um den Endokarpeinstülpungen zu folgen. Der Embryo sitzt apikal.

### Chromosomensatz
Die Chromosomenzahl beträgt 2n = 34, 36 und 38.

## Verbreitung
Die Bismarckpalme kommt nur auf Madagaskar vor. Sie wächst hier als auffälliges Element der Savannen im nördlichen und westlichen Teil der Insel.

## Systematik
Die Erstbeschreibung von Bismarckia nobilis Hildebrandt & H.Wendl. erfolgte 1881 durch Johann Maria Hildebrandt und Hermann Wendland in Botanische Zeitung (Berlin), Band 39, 6, S. 93 und dabei wurde die Gattung Bismarckia Hildebrandt & H.Wendl. aufgestellt.
Bismarckia nobilis ist die einzige Art der Gattung Bismarckia. Die monotypische Gattung Bismarckia gehört zur Subtribus Hyphaeninae aus der Tribus Borasseae in der Unterfamilie Coryphoideae innerhalb der Familie Arecaceae. Ihre Schwestergruppe ist Satranala.

## Nutzung
Auf Madagaskar wird der Stamm der Bismarckpalme ganz oder gespalten beim Hausbau eingesetzt, die Blätter dienen zum Dachdecken. Das Mark der Stämme liefert ein eher bitteres Sago. Der Stamm wird manchmal zur Gewinnung von Wein angezapft. Außerhalb Madagaskars ist die Bismarckpalme in den trockeneren Tropen und Subtropen eine beliebte Zierpflanze. 